# 1500
| [ Edytuj tabelę ]                          | |
| Król Polski                                | - 1492 Jan I Olbracht 1501 |
| Współksiążęta Andory                       | - 1472 Pere de Cardona 1512 - 1483 Katarzyna z Nawarry 1512 - 1484 Jan III 1516 |
| Król Anglii                                | - 1485 Henryk VII 1509 |
| Król Aragonii i Walencji, hrabia Barcelony | - 1479 Ferdynand Aragoński 1516 |
| Władca Azteków                             | - 1486 Ahuitzotl 1502 |
| Elektor Brandenburgii                      | - 1499 Joachim I Nestor 1535 |
| Książę Bawarii-Landshut                    | - 1479 Jerzy Bogaty 1503 |
| Książę Bawarii-Monachium                   | - 1460 Zygmunt 1501 - 1465 Albert IV Mądry 1503 |
| Sułtan Brunei                              | - 1473 Bolkiah 1521 |
| Cesarz Chin                                | - 1487 Hongzhi 1505 |
| Król Czech                                 | - 1490 Władysław II Jagiellończyk 1516 |
| Król Danii                                 | - 1481 Jan Oldenburg 1513 |
| Dalajlama                                  | - 1475 Gendun Gjaco 1541 |
| Władca Egiptu                              | - 1498 Kansuh 1500 - 1500 Dżanpulat 1501 |
| Cesarz Etiopii                             | - 1494 Naod 1508 |
| Król Francji                               | - 1498 Ludwik XII 1515 |
| Hrabia Holandii                            | - 1494 Filip I Piękny 1506 |
| Władca Inków                               | - 1493 Huayna Capac 1527 |
| Lord Irlandii                              | - 1485 Henryk VII Tudor 1509 |
| Cesarz Japonii                             | - 1464 Go-Tsuchimikado 1500 - 1500 Go-Kashiwabara 1526 |
| Kalif                                      | - 1497 Al-Mustamsik 1508 |
| Król Kastylii i Leónu                      | - 1474 Izabela I Katolicka 1504 |
| Patriarcha Konstantynopola                 | - 1498 Joachim I 1502 |
| Władca Korei                               | - 1494 Yŏngsan 1506 |
| Wielki książę litewski                     | - 1492 Aleksander Jagiellończyk 1506 |
| Sułtan Maroka                              | - 1472 Muhammad asz-Szajch al-Mahdi 1505 |
| Książę Mediolanu                           | - 1500 Ludwik Sforza 1500 |
| Senior Monako                              | - 1494 Jan II 1505 |
| Wielki książę moskiewski                   | - 1462 Iwan III Srogi 1505 |
| Król Nawarry                               | - 1484 Katarzyna z Nawarry i Jan d’Albret 1516 |
| Król Norwegii                              | - 1483 Jan Oldenburg 1513 |
| Sułtan Omanu                               | - 1490 Umar asz-Szarif 1500 - 1500 Muhammad ibn Isma’il 1529 |
| Elektor Palatynatu                         | - 1476 Filip Wittelsbach 1508 |
| Papież                                     | - 1492 Aleksander VI 1503 |
| Król Portugalii                            | - 1495 Manuel I 1521 |
| Cesarz Rzymski (niemiecki)                 | - 1493 Maksymilian I Habsburg 1519 |
| Kapitanowie Regenci San Marino             | - 1499 Cristoforo di Cecco di Vita Bonifazio di Andrea 1500 - 1500 Menetto di Menetto Bonelli Antonio di Maurizio Lunardini 1500 - 1500 Francesco di Girolamo Belluzzi Simone di Antonio Belluzzi 1501 |
| Elektor Saksonii                           | - 1486 Fryderyk I Mądry 1525 |
| Król Szkocji                               | - 1488 Jakub IV 1513 |
| Król Szwecji                               | - 1497 Jan Oldenburg 1501 |
| Król Tajlandii                             | - 1491 Ramathibodi II 1529 |
| Sułtan Turków                              | - 1481 Bajazyd II 1512 |
| Doża Wenecji                               | - 1486 Agostin Barbarigo 1501 |
| Król Węgier                                | - 1490 Władysław II 1516 |
| Cesarz Wietnamu                            | - 1497 Lê Hiến Tông 1504 |
| Wielki mistrz zakonu krzyżackiego          | - 1498 Fryderyk Wettyn 1510 |

Rok 1500 / MD
stulecia: XIV wiek ~
XV wiek ~
XVI wiek

lata: 1490 «
1495 «
1496 «
1497 «
1498 «
1499 «
1500
» 1501
» 1502
» 1503
» 1504
» 1505
» 1510

## Wydarzenia w Polsce
- 31 marca – poświęcono Sanktuarium Maryjne w Gietrzwałdzie.
- maj – syn chański Achmet wraz z 5 tys. ludzi spalił Włodzimierz
- 10 czerwca – Tatarzy rozpoczęli oblężenie Bełza, którego obrońcom udało się odeprzeć atak
- czerwiec – Tatarzy spalili Kraśnik, Turobin, Boiska koło Urzędowa, okolice Lublina i Chełma
- wrzesień – ponowne złupienie przez Tatarów okolic Chełma, Leżajska, Łańcuta, okolice Sandomierza, Opatowa, Radomia, Czerska.
- 14 września – król Jan Olbracht z zaciężnymi wyruszył z Krakowa
- 22 września – jedna z przyjętych dat (obok 1522[1]) zawieszenia dzwonu Tuba Dei w katedrze św. Janów w Toruniu[2]
- październik – w Sandomierzu obradował sejm[3].
- październik – Tatarzy złupili okolice Brześcia i Kamieniec Litewski
- Początek budowy kościoła parafialnego pw. św. Michała Archanioła w Binarowej (jednonawowy, konstrukcji zrębowej; wyjątkowo cenne malowidła z XVI–XVII w., gotyckie rzeźby z XIV wieku, w 2003 roku wpisany na Listę Światowego Dziedzictwa Kulturowego i Przyrodniczego Ludzkości).

## Wydarzenia na świecie
- 26 stycznia – Hiszpan Vicente Yáñez Pinzón jako pierwszy Europejczyk dotarł do Brazylii.
- 5 lutego – książę Mediolanu Ludovico Sforza, obalony rok wcześniej przez króla Francji Ludwika XII, powrócił na 2 miesiące do władzy.
- 11 lutego – przeważające oddziały króla duńskiego Jana II Oldenburga oraz jego brata księcia Fryderyka Holsztyńskiego zaatakowały chłopską republikę Dithmarschen.
- 17 lutego – chłopi z Dithmarschen pokonali przeważające siły duńskiego króla Jana II Oldenburga w bitwie pod Hemmingstedt.
- 9 marca – Pedro Álvares Cabral wypłynął z Portugalii do Indii na czele wyprawy złożonej z 13 okrętów.
- 11 marca – król Czech Władysław II Jagiellończyk nadał przywileje szlachcie, m.in.: zgodził się na kodyfikację prawa (tzw. Konstytucję Władysławowską), która ustanawiała trzy izby sejmowe: magnacką, szlachecką i mieszczańską.
- 8 kwietnia – wojny włoskie: zwycięstwo Francuzów nad wojskami Księstwa Mediolanu dowodzonymi przez księcia Ludwika Sforzę w bitwie pod Novarą.
- 10 kwietnia – Francuzi po ponownym opanowaniu Księstwa Mediolanu wzięli do niewoli księcia Ludwika Sforzę.
- 22 kwietnia – portugalski żeglarz Pedro Álvares Cabral odkrył wybrzeża Brazylii.
- 3 maja - Wojna litewsko-moskiewska (1500–1503), wielki książę moskiewski Iwan III Srogi rozpoczyna uderzenie na Wielkie Księstwo Litewskie[4].
- 29 maja – płynący do Indii portugalski żeglarz, konkwistador i odkrywca Bartolomeu Dias utonął, gdy jego okręt uległ zniszczeniu podczas burzy w pobliżu odkrytego wcześniej przez siebie Przylądka Dobrej Nadziei.
- 14 lipca – wojska moskiewskie wygrały bitwę nad Wiedroszą koło Smoleńska z wojskami litewskimi Konstantego Ostrogskiego[5].
- 10 sierpnia – portugalski żeglarz Diogo Diaz odkrył Madagaskar.
- 6 listopada – przebywający w Rzymie Mikołaj Kopernik obserwował zaćmienie Księżyca.
- 11 listopada – król Francji Ludwik XII i król Hiszpanii Ferdynand II zawarli układ w Grenadzie na mocy którego dokonali rozbioru Królestwa Neapolu.
- 25 listopada – Krzysztof Kolumb powrócił z trzeciej wyprawy do Nowego Świata.

- Mikołaj Kopernik odbył praktykę prawniczą w kancelarii papieskiej w Rzymie. Wygłosił publiczny wykład z zakresu matematyki.
- Wyprawa Ludwika XII przeciwko Mediolanowi.
- Hiszpański żeglarz Vicente Yáñez Pinzón odkrył ujście Amazonki.
- Papież Aleksander VI ogłosił krucjatę przeciwko Turkom.
- Jacob Nufer wykonał pierwsze cesarskie cięcie w Szwajcarii.
- Populacja Europy wynosiła około 60 milionów (według Jackson J. Spielvogel).

## Urodzili się
- 6 stycznia – Jan z Ávila, święty katolicki, kapłan (zm. 1569)
- 22 lutego – Rodolfo Pio di Carpi, kardynał (zm. 1564)
- 24 lutego – Karol V Habsburg, cesarz rzymsko-niemiecki (zm. 1558)
- 3 marca – Reginald Pole, kardynał (zm. 1558)
- 17 maja – Stanisław mazowiecki, książę mazowiecki (zm. 1524)
- 17 maja – Fryderyk II Gonzaga, markiz Montferratu (zm. 1540)
- 13 czerwca – Ernest Bawarski, biskup, pan Kłodzka (zm. 1560)
- 17 października – Alfons de Orozco, hiszpański augustianin, święty katolicki (zm. 1591)
- 3 listopada – Benvenuto Cellini, złotnik, pisarz i medalier florencki (zm. 1571)

- data dzienna nieznana: 
  - Hieronim Chodkiewicz, kasztelan wileński, starosta generalny żmudzki (zm. 1561)
  - Bartolomeo Eustachi, anatom (zm. 1574)
  - Georg Hohermuth, konkwistador, gubernator Wenezueli (zm. 1540)
  - Alonso Mudarra, kanonik, wirtuoz vihueli (zm. 1580)
  - Francisco de Orellana, odkrywca i konkwistador, gubernator Nowej Andaluzji. (zm. 1549)
  - Mem de Sá, gubernator generalny Brazylii (zm. 1572)
  - Martim Afonso de Sousa, podróżniki, gubernator Goa, generalny kapitan Brazylii, założyciel miasta São Paulo (zm. 1571)
  - Tielman Susato – kompozytor, instrumentalista i wydawca muzyczny (zm. 1561)

## Zmarli
- 29 maja – Bartolomeu Dias, żeglarz portugalski (ur. ok. 1450)
- 19 czerwca – Edmund Tudor, książę Somerset (ur. 1499)
- 19 lipca – Michał da Paz, książę Portugalii i Asturii (ur. 1498)
- 30 września – Wiktoryn z Podiebradów, hrabia kłodzki (ur. 1443)
- 10 listopada – Andre d’Espinay, francuski duchowny i polityk (ur. 1451)
- 21 października – Go-Tsuchimikado, cesarz Japonii (ur. 1442)

- data dzienna nieznana: 
  - Gaston II de Foix-Candale, hrabia na Candale (ur. ?)
  - Maciej z Kunvaldu, husyta (ur. ok. 1440)
  - Jakub Lubbe, kronikarz gdański (ur. 1430)